# SN 2005gv
SN 2005gv – supernowa typu Ia odkryta 26 września 2005 roku w galaktyce A023354+0016. W momencie odkrycia miała maksymalną jasność 22,30m.